# Gränsö
Gränsö este o arie protejată (arie specială de conservare — SAC, sit de importanță comunitară — SCI) din Suedia întinsă pe o suprafață de 318,9 ha, integral pe uscat.

## Localizare
Centrul sitului Gränsö este situat la coordonatele 57°45′37″N 16°41′36″E / 57.7603°N 16.6932°E.

## Înființare
Situl Gränsö a fost declarat sit de importanță comunitară în decembrie 1998 pentru a proteja 2 specii de animale. Situl a fost protejat și ca arie specială de conservare în martie 2011.

## Biodiversitate
Situată în ecoregiunile boreală și marină baltică, aria protejată conține 5 habitate naturale: Pășuni din zone de pădure fino-scandinave, Taiga vestică, Roci stâncoase cu vegetație pionieră de Sedo-Scleranthion sau Sedo albi-Veronicion dillenii, Faleze cu vegetație de pe coastele atlantice și baltice, Păduri de stejar sau de stejar și carpen sub-atlantice și medio-europene de Carpinion betuli.
La baza desemnării sitului se află mai multe specii protejate de  nevertebrate (2): rădașcă (Lucanus cervus), Osmoderma eremita.